# Celia Bourihane
Celia Bourihane (ur. 22 stycznia 1995 w Bidżai w Algierii) – algierska siatkarka grająca jako przyjmująca. Obecnie występuje w drużynie NC Bejaia.